# Soledad Barrett
Soledad Barrett Viedma (Laureles, Paraguay, 6 de enero de 1945 — Olinda, Pernambuco, 8 de enero de 1973) fue una militante comunista paraguaya, que vivió en Brasil y fue parte de la Vanguardia Popular Revolucionaria (VPR).

## Biografía
Soledad Barrett nació el 6 de enero de 1945 en Paraguay, hija de Alejandro Rafael Barrett López, que a su vez fue el hijo único del escritor y anarquista español Rafael Barrett. Su abuelo llegó a Paraguay en 1904, y desde entonces se caracterizó por denunciar las injusticias sociales que acaecían, sobre todo la esclavitud de la cual padecían los trabajadores.
La hermana de Soledad, Nanny Barrett relata que su padre y su abuelo fueron perseguidos por sus ideas políticas. Cuando Soledad Barrett tenía 3 meses, su familia tuvo que huir a Argentina, país donde pasaron cinco años. Luego volvieron a Paraguay. Pasó su adolescencia como una joven inquieta, comenzando a militar en grupos políticos, como los “gorriones”, quienes estaban vinculados al Frente Juvenil-Estudiantil de Asunción y al FULNA.
Más tarde, tienen que emigrar nuevamente por la dictadura, pero esta vez a Montevideo, Uruguay. En ese país también destacó en la danza folclórica y el canto, convirtiéndose en símbolo de la juventud paraguaya, acudiendo constantemente a actos en solidaridad de su país natal. Pero el 6 de julio de 1962, cuando tenía 17 años, fue secuestrada en un automóvil por un comando nazi uruguayo, quienes le marcaron los muslos una cruz esvástica con una navaja por negarse a repetir la consigna: "¡Viva Hitler! ¡Abajo Fidel!"; esto, porque como señala Broquetas, dichos grupos asociaban el 'antisemitismo' con el antisocialismo, y Barrett tenía ascendencia judía por parte de su madre.
En esta época, Soledad viaja a Moscú a la Escuela del Komsomol por un año. Posteriormente se radica en Argentina militando en el Partido Comunista Paraguayo. En 1967 decide viajar a Cuba, en donde recibió un entrenamiento guerrillero, y también fue en ese lugar donde conoció a su pareja sentimental, el brasileño José María Ferreira de Araujo, con quien se casó y tuvo una hija, a quien llamaron Ñasaindy (claro de luna en guaraní).
En julio de 1970, José María volvió a Brasil para unirse a la lucha armada, pero ese mismo año fue capturado y asesinado por militares oficialistas. Soledad se enteró de la muerte de su esposo en 1971, cuando se dispuso a buscarlo. Ante esta noticia, decide integrarse a la guerrilla brasileña para derrocar a la dictadura junto a la Vanguardia Popular Revolucionaria (VPR). La VPR la envió a Recife con otros combatientes. En ese lugar conoció a José Anselmo dos Santos, "el cabo Anselmo", pero con el nombre de Daniel, quien había militado junto a su esposo y también antiguo conocido en Cuba. El “cabo Anselmo” fue dirigente de la Asociación de Marineros cuando se realizó el golpe de Estado contra Joao Goulart, conocido como un "héroe" por los guerrilleros por su pasado, pero que la dictadura había utilizado como doble espía para delatar a sus compañeros. Es por esta razón que el cabo Anselmo decidió unirse a Soledad Barrett con el nombre de Daniel, pues ella era conocida y respetada por la VPR. Se establecieron en Olinda, Pernambuco, en 1972.

### Su muerte
Soledad Barrett fue delatada por el cabo Anselmo el 8 de enero de 1973, junto otros miembros de la VPR, Pauline Reichstul, Eudaldo Gómez da Silva, Jarbas Pereira Márquez, José Manoel da Silva y Evaldo Luiz Ferreira. Según la policía, habían fallecido en un enfrentamiento en una granja, en lo que suele denominarse 'La masacre de la Chacra de São Bento', pero realmente fueron detenidos por separado en lugares diferentes en Olinda y luego asesinados. En ese sitio, en São Bento, municipio de Abreu e Lima, cerca de Recife, fueron encontrados sus cuerpos. 
El cuerpo de Soledad Barrett no fue entregado y aun no se conoce su paradero.

## Soledad Barrett y el arte
Parte del recuerdo de Soledad Barrett ha sido gracias a los artistas, músicos, poetas y cineastas que han divulgado su nombre a través de sus creaciones. Inspiró el cortometraje Soledad que aún te niegas a morir, dirigido por Sebastián Coronel, así como a Mario Benedetti en un poema llamado Muerte de Soledad Barrett y a Daniel Viglietti con la canción Soledad Barrett.
Aunque tanto Benedettil y Viglietti concibieron sus obras por separado, al notar que guardaban similitud, hicieron una versión conjunta: “Entonces ahí se nos ocurrió si podíamos mezclar los materiales, y empezamos a hacer un esquema de cómo parcelar la canción, paralela al poema, y armar una estructura”. Dicha colaboración fue concebida para un concierto en México, en 1978.

"soledad no viviste en soledad

por eso tu vida no se borra
simplemente se colma de señales

soledad no moriste en soledad
por eso tu muerte no se llora
simplemente la izamos en el aire

desde ahora la nostalgia será
un viento fiel que hará flamear tu muerte
para que así aparezcan ejemplares y nítidas

las franjas de tu vida".
Fragmento de un poema de Mario Benedetti dedicado a Soledad Barrett

"Otra cosa aprendí junto a Soledad

que la patria no es
un solo lugar.
Cual el libertario abuelo del Paraguay
creciendo buscó su senda y el Uruguay
no olvida la marca de su pisada
cuando busca el Norte
el Norte Brasil

para combatir..."
Fragmento de una canción de Daniel Viglietti